# رومانسية حقيقية
رومانسية حقيقية (بالإنجليزية: True Romance)‏ هو فيلم جريمة رومانسي أمريكي من إخراج توني سكوت وتأليف كوينتن تارانتينو ومن بطولة كريستيان سلاتر، باتريشيا أركيت، دينيس هوبر، فال كيلمر، غاري أولدمان، براد بيت وكريستوفر واكن، صدر الفيلم في 10 سبتمبر 1993.

## روابط خارجية
- رومانسية حقيقية على موقع IMDb (الإنجليزية)
- رومانسية حقيقية على موقع ميتاكريتيك (الإنجليزية)
- رومانسية حقيقية على موقع الموسوعة البريطانية (الإنجليزية)
- رومانسية حقيقية على موقع روتن توميتوز (الإنجليزية)
- رومانسية حقيقية على موقع نتفليكس (الإنجليزية)
- رومانسية حقيقية على موقع ألو سيني (الفرنسية)
- رومانسية حقيقية على موقع Turner Classic Movies (الإنجليزية)
- رومانسية حقيقية على موقع أول موفي (الإنجليزية)
- رومانسية حقيقية على موقع بوكس أوفيس موجو (الإنجليزية)
- رومانسية حقيقية على موقع فيلمافينيتي (الإسبانية)